# Zastava M57
Zastava M57 — пистолет, который был разработан в Югославии на основе советского пистолета ТТ.

## История
Решение о производстве в Югославии советского пистолета ТТ было принято в октябре 1947 года, и 24 сентября 1949 года генеральный штаб Югославской Народной Армии направил запрос на производство пистолета ТТ на предприятии № 44 в городе Крагуевац (оружейный завод "Crvena Zastava"). В феврале 1954 года были выпущены первые пистолеты М54 (копия пистолета ТТ обр. 1933 года), однако осенью 1956 года была поставлена задача разработать модификацию пистолета. В 1960 году был разработан окончательный вариант пистолета и в 1961 году начат выпуск первой партии из 100 пистолетов.

## Описание
Конструкция ТТ скопирована практически без изменений, изменена конструкция ударника, длина рукояти увеличена на 14 мм, ёмкость магазина увеличена до 9 патронов.
Пистолет M57 имеет автоматику с подвижным стволом и жестким запиранием затвора по системе Браунинга.
Расцепление ствола и затвора при откате осуществляется при помощи качающейся серьги, связывающей ствол и рамку оружия. Ударно-спусковой механизм курковый, одинарного действия (несамовзводный).
Курок, боевая пружина и шептало объединены в один легкосъемный модуль.

## Варианты и модификации
- М57 - стандартный вариант (на пистолетах, выпущенных для гражданского рынка вместо стандартных пластмассовых щёчек могут быть установлены деревянные щёчки из орехового дерева)[3]
- М57А - вариант с флажковым предохранителем[4]

## Эксплуатация и боевое применение
- Югославия - в 1963 году принят на вооружение Югославской Народной Армии, в 1963-1970 гг. являлся оружием для офицеров и унтер-офицеров[1]; после 1970 года являлся оружием унтер-офицеров и отдельных категорий военнослужащих[1], находился на вооружении сотрудников правоохранительных органов до распада Югославии[1]
- Северная Македония - с 1992 года на вооружении македонской армии[5][2]